# متحدین سنجار
متحدین سنجار (کردی: Fermandariya Hevbeş a Şengalê) یا به‌طور کامل فرماندهی ایزدخان برای آزادی سنجار (کردی:Fermandariya Êzîdxana Ji Bo Rizgariya Şengalê) نام ائتلاف نظامی کردی متشکل از دو گروه شبه نظامی یگان‌های مدافع سنجار و یگان زنان ایزدخان است. هر دو گروه توسط حزب کارگران کردستان پشتیبانی می‌شوند.
اختلافاتی میان این گروه و دولت کردستان عراق بر سر کنترل سنجار و بازگشت نیروهای وجود داشت و در نهایت در ماه مارس سال ۲۰۱۷ میلادی یگان زنان ایزدخان این گروه را ترک کرد و تحت کنترل دولت کردستان عراق درآمد.